# Miracle Drug
Miracle Drug es la segunda canción incluida en el material discográfico de U2 "How to Dismantle an Atomic Bomb".

## Letra
Escrita por Bono, tiene el sonido pop-rock propio de la agrupación durante el primer lustro del 2000. Las letras recuerdan al optimismo propio del álbum anterior, All that You Can't Leave Behind y expresan distintos sentimientos hacia la vida y el amor por la persona amada.
Según Bono, esta canción empezó tratándose del escritor Christopher Nolan, quien a pesar de nacer con parálisis cerebral consiguió ganar el premio Whitbread en 1988 por su novela autobiográfica The Eyes of the Clock. 
Bono también declaró que, en cualquier caso, es un tributo a las personas que trabajan en el ámbito de la medicina, y que de otro modo también puede hablar sobre el sida y los medicamentos desarrollados para detenerlo (drug en inglés denota tanto las drogas como los medicamentos).

## Interpretaciones en vivo
Esta canción ha sido interpretada por el grupo un total de 96 veces en vivo; la primera vez que fue tocada fue en Riverside Studios, en Londres, Inglaterra, el 16 de octubre de 2004, y la última vez que fue tocada en vivo fue en el Bell Centre en Montreal, Quebec, el 28 de noviembre de 2005.
- Datos: Q1648957